# Ville Peltonen
Ville Peltonen (* 24. května 1973, Vantaa) je bývalý finský profesionální hokejista, který naposledy hrál nejvyšší finskou hokejovou soutěž za tým IFK Helsinky. Nastupoval na pozici levého křídelního útočníka.
Ville Peltonen zahájil svou profesionální kariéru v týmu finské ligy IFK Helsinky, kde hrál v letech 1992 až 1995. V roce 1993 byl draftován jako číslo 58 do týmem San Jose Sharks, do kterého v roce 1995 také přestoupil. Ve Spojených státech strávil celkem 6 sezón (1995 až 2001), hrál střídavě v NHL (kromě Sharks také za Nashville Predators) a v nižších soutěžích (AHL, IHL). V roce 2001 se vrátil do Evropy do týmu Jokerit Helsinky, v roce 2003 přestoupil do švýcarského Lugana. Mezi lety 2006 a 2009 působil opět v severoamerické NHL v týmu Florida Panthers. Po jedné sezóně v Dinamu Minsk se vrátil do IFK Helsinky, kde v roce 2014 ukončil kariéru.
S finskou reprezentací získal Ville Peltonen mimo jiné tři olympijské medaile (bronzovou v letech 1994 a 1998, stříbrnou v roce 2006) a titul mistra světa v roce 1995.